# Schweizerischer Republikaner
Der Schweizerische Republikaner war eine Schweizer Wochenzeitung. Zu ihren Gründern und Eigentümern zählte Wilhelm Füssli. Sie erschien zu Beginn einmal, später zweimal pro Woche, erstmals am 26. November 1830 bis zum 26. Juni 1846 und nochmals vom 22. November 1848 bis 30. Dezember 1851. Die Zeitung wurde in Zürich durch Heinrich Gessner herausgegeben und in der Gessnerschen Buchdruckerei hergestellt.
1831 übernahm Ludwig Snell die Redaktion der liberalen Zeitung. Sie diente als Sprachrohr der radikalen Landpartei und befasste sich mit den Reformanliegen der Landschaft gegenüber der Stadt.
Die Zeitung ist nicht zu verwechseln mit Der Republikaner, der unter verschiedenen ähnlichen Namen in den Jahren von 1798 bis 1803 erschien.